# Bernd Krauss
Bernd Krauss (Dortmund, Alemanha Ocidental, 8 de Maio de 1957), é um ex-jogador de futebol austríaco de ascendência alemã. Disputou as Copa do Mundo de 1982

## Títulos

### Jogador
Rapid Wien
- Campeonato Austríaco: 1981–82, 1982–83
- Copa da Áustria: 182–83

### Treinador
Borussia Mönchengladbach
- Copa da Alemanha: 1994–95